# Urbar der Marienpfarrkirche Bozen von 1453–1460

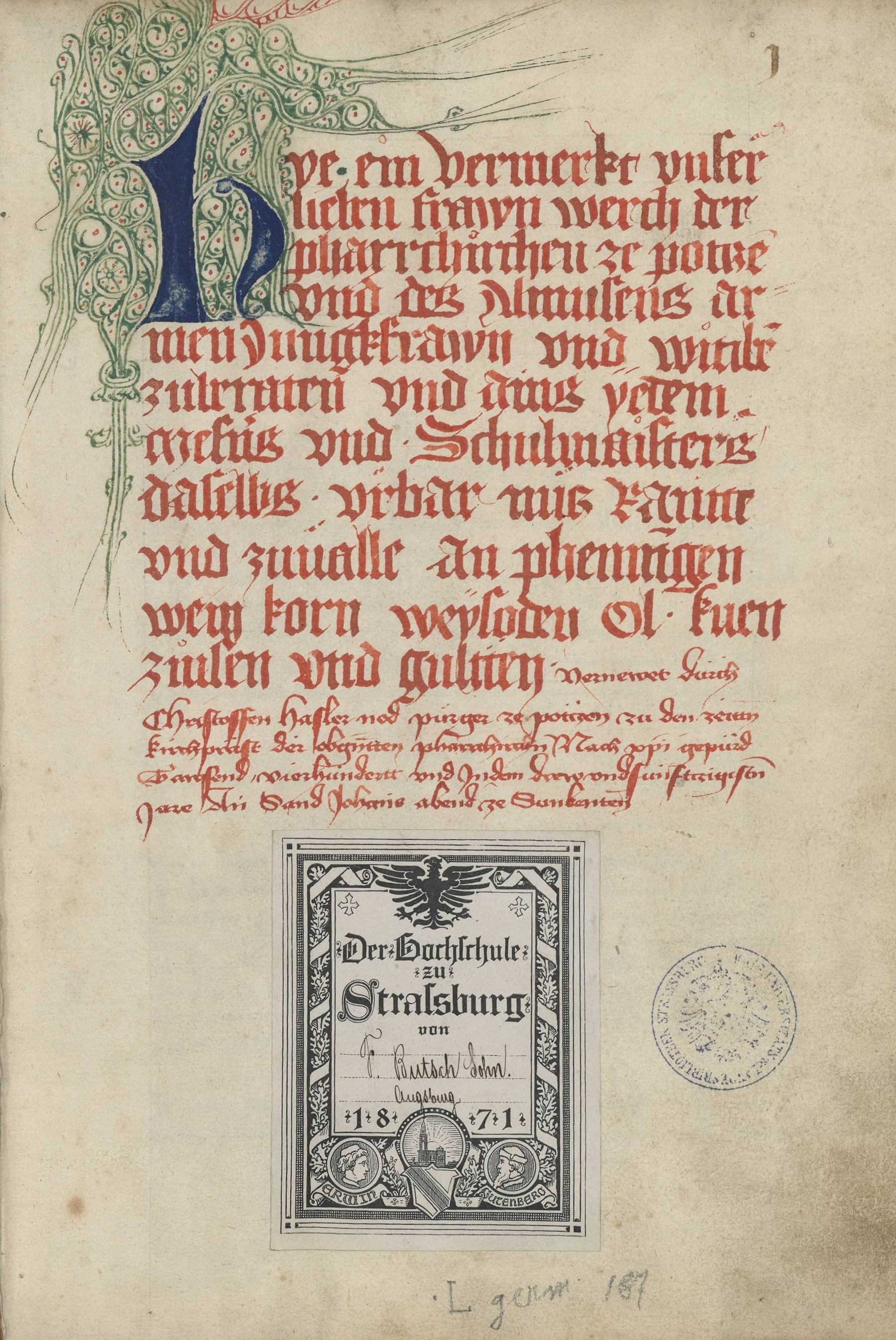
Titelblatt des Urbars und Rechtsbuch der Marienpfarrkirche Bozen von 1453–1460

Das Urbar und Rechtsbuch der Marienpfarrkirche Bozen von 1453–1460 ist ein nach der Mitte des 15. Jahrhunderts vom damaligen Bozener Kirchpropst Christof Hasler d. J. angelegtes Urbar- und Rechtsbuch, in dem der umfassende Grundbesitz der Marienpfarrkirche Bozen und ihre Rechtstitel verzeichnet sind. Die Handschrift wird von der Bibliothèque nationale et universitaire de Strasbourg, wohin sie 1871 gelangt ist, unter der Signatur Manuscrit nr. 2111, allemands 187 verwahrt.
Die auf Frühneuhochdeutsch abgefasste Handschrift umfasst 143 Blätter. Sie enthält neben dem Verzeichnis der Einkünfte aus den umfassenden Besitzungen der Pfarrkirche in Bozen und Umgebung auch mehrere normative Aufzeichnungen, darunter die älteste Bozner Schulordnung von 1424, Abschriften der Tiroler Landesordnungen von 1404 und 1451, des Ratsprivilegs König Friedrichs III. von 1442, Satzungen für Mesner und Gesellpriester und entsprechende Verpflichtungen des Pfarrers, Prozessions- und Weihnachtsfestordnungen sowie Mess- und Jahrtagsbestimmungen.